# Irène Chabrier
Pour les articles homonymes, voir Chabrier.
Irène Chabrier, née Irène Charitonoff le 16 janvier 1932 à Paris 16e et morte le 12 janvier 2021 à Pantin, est une actrice et une scripte française.

## Biographie
Irène Charitonoff est née à Paris de parents russes exilés. Son père, Dimitry Charitonoff, l'un des précurseurs du cinéma russe, a produit plus d'une quarantaine de films. Irène Chabrier, également connue sous le nom d'Irina Lhomme (du nom de son premier mari le directeur de la photographie Pierre Lhomme), commence sa carrière dans les années 1950. Au théâtre, où son activité de comédienne est la plus importante, elle joue principalement au TNP (Théâtre national populaire). Elle apparaît dans moins d'une dizaine de films, avec quelques seconds rôles. Parallèlement elle conduit une carrière de scripte à partir de 1955 sur des films de Jean Renoir, Jean Eustache, Philippe de Broca, Jacques Becker ou encore Jacques Dozier.
En 1960, comédienne sur le tournage du film d'Henri Fabiani Le bonheur est pour demain, elle rencontre Jacques Higelin (crédité au générique sous le nom d'Igelin). Le service militaire qu'effectue ce dernier de 1960 à 1962 est l'occasion d'une correspondance entre eux, ou plutôt d’Higelin (Frimousse) à destination d'Irène (Pipouche). Ayant conservé ces lettres, elle les lui rendra vingt-trois années plus tard à l'occasion d'un concert. Elles ont été publiées en 1987 sous le titre Lettres d'amour d'un soldat de vingt ans, lui conférant indirectement un supplément de notoriété.
Irène Chabrier est la mère de trois enfants : Agnès Lhomme, Clémence Lhomme et Jean-Marie Lhomme.

## Filmographie
- 1960 : Zazie dans le métro de Louis Malle
- 1961 : Le Farceur de Philippe de Broca
- 1962 : Le bonheur est pour demain de Henri Fabiani
- 1963 : Une affaire de famille (Les Cinq Dernières Minutes no 29), de Jean-Pierre Marchand (TV)
- 1964 : Un monsieur de compagnie de Philippe de Broca
- 1966 : La Surface perdue, court métrage de Dolorès Grassian